# Stereosandra
Stereosandra là một chi gồm 5 loài phong lan không lá bản địa của Đông Nam Á.

## Danh sách các loài
- Stereosandra javanica
- Stereosandra koidzumiana
- Stereosandra liukiuensis
- Stereosandra pendula
- Stereosandra schinziana